# 姜錫柱
姜錫柱（1939年8月29日—2016年5月20日），出生於平安南道平原郡，畢業於國際關係大學法語科。在北京大学留学期間与李肇星是同学，同住一间宿舍两年。姜锡柱長年擔任朝鮮的外交官，最终為內閣副總理。前朝鮮勞動黨黨史研究所所長姜錫崇是其兄長。

## 簡介
姜錫柱於1980年擔任朝鮮勞動黨的國際部課長，1986年擔任外務省第一副外相。擔任副外相起開始負責對美國的外交事務。1994年促成美國與朝鮮在瑞士日內瓦簽署《日內瓦核框架協議》。2010年9月晉昇為內閣副總理，同樣負責對美外交的六方會談朝鮮代表團團長金桂冠和副團長李容浩，也分別晉升為第一副外相和外務省副相。姜錫柱最终担任朝鮮勞動黨中央委員會政治局委員、勞動黨中央委員會書記，分管國際事務。
2016年5月20日下午4時10分因食道癌引發急性呼吸衰竭去世，享壽77歲。